# Apomecynoides
Apomecynoides är ett släkte av skalbaggar. Apomecynoides ingår i familjen långhorningar.
Kladogram enligt Catalogue of Life:
| Apomecynoides | \| \| Apomecynoides senegalensis \| \| \| \| \| \| Apomecynoides tchadensis \| \| \| \| |
|               | \| \| Apomecynoides senegalensis \| \| \| \| \| \| Apomecynoides tchadensis \| \| \| \| |
|               | Apomecynoides senegalensis                                                              |
|               |                                                                                         |
|               | Apomecynoides tchadensis                                                                |
|               |                                                                                         |